# Mistrzostwa Polski w boksie kobiet 2013
13. Mistrzostwa Polski w Boksie Kobiet 2013 odbyły się w dniach 7-10 marca 2013 w hali sportowej "MOSiR" w Lublinie.  
Dwunasty tytuł mistrzowski zdobyła Karolina Michalczuk, która jako jedyna uczestniczyła we wszystkich trzynastu dotychczasowych edycjach mistrzostw.

## Medaliści seniorek
| Kategoria:                       | Złoto:                               | Srebro:                                   | Brąz:                                                                            |
| waga musza (do 48 kg)            | Sandra Brodacka (Carbo Gliwice)      | Patrycja Bednarek (PKB Polkowice)         | Agnieszka Słomska (Broń Radom) Magdalena Józak (Boxing Zielona Góra)             |
| waga kogucia (do 51 kg)          | Sandra Drabik (Kick-Boxing Kielce)   | Żaneta Cieśla (UKS Kontra Elbląg)         | Paulina Bogoń (Tiger Tarnów) Klaudia Sibiga (Ring Stalowa Wola)                  |
| waga piórkowa (do 54 kg)         | Karolina Michalczuk (Paco Lublin)    | Martyna Letkiewicz (GUKS Carbo Gliwice)   | Paulina Zdanowicz (Polonia Świdnica) Aleksandra Paczka (BKS Gorzów Wielkopolski) |
| waga lekka (do 57 kg)            | Sandra Kruk (UKS Kontra Elbląg)      | Jadwiga Stańczak (GUKS Carbo Gliwice)     | Sylwia Pel (GUKS Carbo Gliwice) Aleksandra Banak (Polonia Leszno)                |
| waga lekkopółśrednia (do 60 kg)  | Karolina Graczyk (Copacabana Konin)  | Magdalena Wichrowska (GUKS Carbo Gliwice) | Natalia Kowalska (GUKS Carbo Gliwice) Dorota Kusiak (Start Grudziądz)            |
| waga półśrednia (do 64 kg)       | Kinga Siwa (SAKO Gdańsk)             | Beata Koroniecka (Hetman Białystok)       | Sylwia Maksym (Skorpion Szczecin) Katarzyna Krukowska (MOSM Tychy)               |
| waga średnia (do 69 kg)          | Natalia Holińska (Skorpion Szczecin) | Hanna Solecka (Skorpion Szczecin)         | Ewa Gawęda (GUKS Carbo Gliwice) Magdalena Konarska (Garda Karczew)               |
| waga półciężka (do 75 kg)        | Lidia Fidura (GUKS Carbo Gliwice)    | Katarzyna Cichosz (Cristal Białystok)     | Wioletta Michalska (Legia Warszawa) Justyna Sroczyńska (Energetyka Lubin)        |
| waga ciężka (do 81 kg)           | Karolina Koszela (Stella Gniezno)    | Patrycja Woronowicz (Boxing Sokółka)      | Anna Szpoton (Garda Karczew) Anna Maksim (Orlęta Łuków)                          |
| waga superciężka (powyżej 81 kg) | Sylwia Kusiak (Skorpion Szczecin)    | Marlena Gawrońska (Stella Gniezno)        | Magdalena Flak (TSB Tarnów) Natalia Stasiewicz (Boxing Sokółka)                  |